# Mormotomyiidae
Famille
Les Mormotomyiidae sont une famille de diptères de la super-famille des Hippoboscoidea.

## Liste des genres
Selon Catalogue of Life (28 févr. 2013) :
- genre Mormotomyia
  - Mormotomyia hirusta